# 128-я отдельная тяжёлая механизированная бригада
128-я отдельная тяжёлая механизированная бригада — тактическое соединение Сухопутных войск Украины. До 2025 года кадрированное в мирное время формирование 128-я отдельная бригада территориальной обороны Сил территориальной обороны ВС Украины в г. Днепр Днепропетровской области. Бригада находилось в составе Регионального управления «Восток» Сил ТрО.

## История
16 февраля 2022 начальник штаба Регионального управления Сил территориальной обороны «Восток» ВСУ полковник Евгений Щербань сообщил, что в Днепропетровской области кроме 108-й ОБрТрО будет создана еще одна бригада, которая будет оборонять город Днепр .
Летом 2022 года бригада вела бои в Донецкой области .
В октябре 2022 года бригада получила боевое знамя.

## Структура
| Название                                         | Нарукавный знак | Командир |
| ------------------------------------------------ | --------------- | -------- |
| Управление (штаб бригады)                        |                 |          |
| 230-й отдельный батальон территориальной обороны |                 |          |
| 231-й отдельный батальон территориальной обороны |                 |          |
| 232-й отдельный батальон территориальной обороны |                 |          |
| 233-й отдельный батальон территориальной обороны |                 |          |
| 234-й отдельный батальон территориальной обороны |                 |          |
| рота контрдиверсионной борьбы                    |                 |          |
| разведывательная рота                            |                 |          |
| комендантская рота                               |                 |          |
| рота материально-технического обеспечения        |                 |          |
| автомобильная рота                               |                 |          |
| инженерно-саперная рота                          |                 |          |
| медицинский пункт                                |                 |          |

## Командование
- (2022—2023) полковник Водолажский Александр Николаевич[9][10]
- (2023) полковник Регинский Ростислав Анатольевич

## Чествование
20 сентября 2023 в городе Днепр улицу Курчатова переименовали в улицу 128-й Бригады Теробороны.

## Потери
Кавун Александр Васильевич — герой Украины
Колчужный Евгений Иванович «Цербер» (14.03.2001 — 09.08.2023) — солдат, оператора 2-го противотанкового отделения противотанкового взвода роты огневой поддержки 230 батальона. Погиб в с. Старомайорское Донецкой области вследствие вражеских артиллерийских обстрелов и прямого попадания управляемой авиационной бомбы .
Бабіч Віталій Володимирович «ЗІЛ»
(23.07.1977 — 09.08.2023) — ст.солдат оператора 2-го противотанкового отделения противотанкового взвода роты огневой поддержки 230 батальона. Погиб в с. Старомайорское Донецкой области вследствие вражеских артиллерийских обстрелов и прямого попадания управляемой авиационной бомбы .